# Fédération des Finances CGT
 (janvier 2023).
Si vous disposez d'ouvrages ou d'articles de référence ou si vous connaissez des sites web de qualité traitant du thème abordé ici, merci de compléter l'article en donnant les références utiles à sa vérifiabilité et en les liant à la section « Notes et références ».
La Fédération des finances CGT est un syndicat des personnels du Ministère de l'Économie, des Finances et de l'Industrie, d'une partie du ministère du budget, des comptes publics et de la réforme de l'État, du secteur bancaire semi-public et d'établissements publics placés sous la tutelle du Ministère de l'Economie, des Finances et de l'Industrie. Il est affilié à la Confédération générale du travail.

## Syndicats CGT de la Fédération des finances
- Syndicat CGT des Finances publiques
- SNAD-CGT : Syndicat National des Agents des Douanes
- Syndicat CGT de l’Administration Centrale et des services des Ministères économique, financier et du 1er Ministre
- SNACCRF-CGT : Syndicat National des Agents de la Concurrence de la Consommation et de la Répression des Fraudes
- INSEE CGT
- USCD - CGT : Union des syndicats CGT du groupe Caisse des Dépôts
- Syndicat CGT de la Banque de France
- Syndicat CGT de l'Agence nationale pour les chèques-vacances

## Historique
« L'administration des Finances qui était la plus nombreuse et la mieux organisée, connut des mouvements d'employés dès 1790 quand fut envisagée la suppression de la Ferme et de la Régie Générale. Ces employés se réunirent en assemblée générales coordonnées en comités, signèrent des pétitions et adresses à l'Assemblée Nationale(…) certains proposèrent même que les employés élisent leurs supérieurs hiérarchiques. »

— Jeanne SIWEK-POUYDESSEAU

### Les origines
1884 : Légalisation du syndicalisme, exception faite de la fonction publique et des services et établissements de l'État.
1895 : Création de la CGT
1901 : Loi sur les associations. Elle sert de base légale à la constitution de centaines d'organisations de défense des intérêts des fonctionnaires et agents de l'État.
1907 : La Fédération professionnelle des Personnels Civils de l'État regroupe 200 000 adhérents dont notamment : l'Union Générale des Contributions Indirectes (9 700 adhérents) et le Service Actif des douanes (15 000 adhérents). Elle se transforme quelques années plus tard en "Fédération Générale des Fonctionnaires" (F.G.F)[réf. nécessaire]
1920 : Adhésion de la FGF à la CGT
1924 : Le droit syndical est reconnu aux fonctionnaires
1930 : Création de la Fédération des Finances, fédération « interne » de la FGF
1946 : Création de l'Union générale des fédérations de fonctionnaires (UGFF) en remplacement de la FGF.
1947 : Scission de la CGT: L'UGFF éclate en trois groupes d'organisations CGT, FO et Autonomes. Des pans entiers du syndicalisme sortent de la CGT (comme enseignement, police). Aux Finances, le syndicat des douanes actives reste à la CGT ; le Trésor part à FO avec les hypothèques et les douanes sédentaires. Le Syndicat national des contributions indirectes part de la CGT mais y réadhère dès 1949.
De ce big bang[non neutre] de 47 subsistent encore des traits saillants dans chaque organisation même si les années qui suivirent furent mises à profit par chacune pour s'implanter et se développer dans tous les services du Ministère.

### Période contemporaine
1968 : « fusion des régies », réorganisation des administrations fiscales et recomposition syndicale aux Impôts, création du SNADGI.Avec le mouvement revendicatif de mai et les forts recrutements des années suivantes, renforcement sensible du syndicalisme CGT.
1979 - 1989 : après la rupture du programme commun de la gauche, la CGT en crise ; forte régression du nombre des adhérents et de l'influence électorale de la CGT aux finances.
1989 : Mai à novembre : fort mouvement revendicatif aux finances, grève générale de septembre à fin octobre. La CGT prône la souveraineté des assemblées générales sur les lieux de travail pour déterminer les contenus revendicatifs, les modalités et la conduite de la lutte
Décembre 1995 : vaste mouvement social contre le plan Juppé de réforme de la sécurité sociale et la défense des retraites des fonctionnaires et du secteur public. Le ministère des finances enregistre le plus fort taux de grévistes de toute la fonction publique.
Janvier à mars 2000 : grève générale contre la réforme « 2003 ». Celle-ci est abandonnée et le ministre Christian Sautter démissionne.
Décembre 2000 : élections syndicales aux commissions paritaires, la CGT progresse et devient 2e organisation aux finances mais loin derrière la FDSU.
Mars 2004 : élections syndicales aux commissions paritaires, la CGT progresse encore et devient la 1re organisation au Ministère des Finances avec 26,35 % des voix. Elle est la 1re organisation aux Douanes, Insee et DGCCRF et la 2e organisation syndicale à la DGI et à la Comptabilité publique.
Décembre 2007 : élections syndicales aux commissions paritaires, la CGT reste la première organisation dans les ministères financiers.
Octobre 2011 : élections syndicales au Comité technique ministériel, la CGT progresse et reste première organisation dans les ministères financiers. Elle creuse l'écart avec la fédération solidaires finances.

2011 - 2023 : 